# Loris Francesco Capovilla

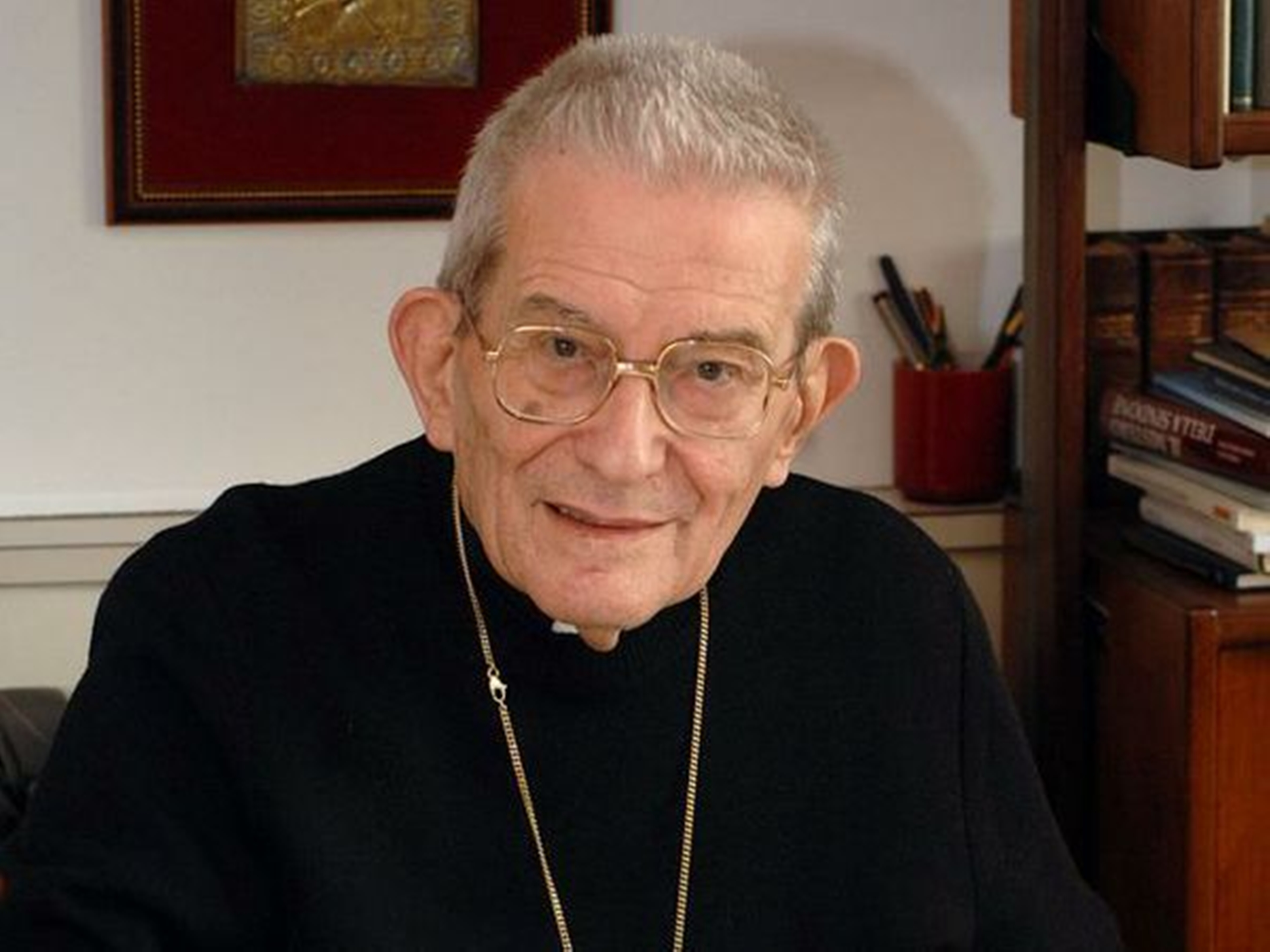
Loris Kardinal Capovilla (2014)

Kardinalswappen von Loris Francesco Capovilla

Loris Francesco Kardinal Capovilla (* 14. Oktober 1915 in Pontelongo; † 26. Mai 2016 in Bergamo) war Privatsekretär von Papst Johannes XXIII. und später Prälat von Loreto und Erzbischof von Chieti. Seit seiner Aufnahme ins Kardinalskollegium war er der älteste lebende Kardinal.

## Leben
Loris Francesco Capovilla, eines von zwei Kindern von Rodolfo und Letizia Callegaro, wurde 1915 im nordostitalienischen Pontelongo geboren und in der dortigen Pfarrkirche getauft. Sein Vater, Angestellter der Società Belga Zuccherifici, starb 1922 im Alter von 37 Jahren. 1929 zog die Familie nach Mestre um. Capovilla trat in das Priesterseminar des Patriarchats von Venedig ein und studierte Philosophie und Theologie. Er empfing am 23. Mai 1940 durch Patriarch Adeodato Giovanni Kardinal Piazza OCD die Priesterweihe. Er war Kaplan in der Pfarre San Zaccaria und im Patriarchat tätig. Später wurde er Zeremonienmeister im Markusdom und war zudem Katechet in der Mittelschule, Kaplan in Porto Marghera, Gefängnispfarrer und Seelsorger im Kinderkrankenhaus. Im Zweiten Weltkrieg diente er in der Luftwaffe. Nach dem Waffenstillstand 1943 engagierte er sich für humanitäre Arbeiten am Flughafen Parma.
Von 1945 bis 1953 wurde er im Auftrag von Patriarch Adeodato Giovanni Piazza für Radio Venedig tätig. 1949 wurde er Direktor der Wochenzeitung La Voce di San Marco und Redakteur bei der bis 1968 in Bologna erschienenen katholischen Zeitung L’Avvenire d’Italia. 1950 wurde er Mitglied des italienischen Journalistenverbandes.
Der Patriarch von Venedig, Angelo Giuseppe Roncalli (ab 28. Oktober 1958 Papst Johannes XXIII.), ernannte ihn 1953 zu seinem Privatsekretär; ein Amt, das er bis zum Tod von Papst Johannes XXIII. am 3. Juni 1963 innehatte.
Sein Nachfolger Papst Paul VI. ernannte ihn am 26. Juni 1967 zum Erzbischof von Chieti und spendete ihm am 16. Juli 1967 die Bischofsweihe; Mitkonsekratoren waren der Bischof von Cesena, Augusto Gianfranceschi, und Kurienbischof Jacques-Paul Martin.
Papst Paul VI. ernannte Capovilla am 25. September 1971 zum Titularerzbischof von Mesembria und zum Prälaten der Territorialprälatur Loreto sowie zum Päpstlichen Gesandten für das Heiligtum von Loreto. Am 10. Dezember 1988 nahm Papst Johannes Paul II. sein Rücktrittsgesuch an. Seitdem lebte Capovilla in Sotto il Monte Giovanni XXIII.
Im Konsistorium vom 22. Februar 2014 nahm ihn Papst Franziskus als Kardinalpriester mit der Titelkirche Santa Maria in Trastevere in das Kardinalskollegium auf. Aufgrund seines hohen Alters von 98 Jahren reiste Capovilla nicht nach Rom. Birett und Kardinalsring wurden ihm außerhalb des Konsistoriums am 1. März desselben Jahres durch Kardinaldekan Angelo Sodano überreicht.
Am 26. Mai 2016 starb Capovilla als erster der von Papst Franziskus kreierten Kardinäle im Alter von 100 Jahren.

## Wirken
Loris Capovilla war ein enger Vertrauter von Johannes XXIII. und hat die letzten Stunden am Sterbebett von Johannes XXIII. in seinen Tagebüchern dokumentiert.
Er überwachte zahlreiche Veröffentlichungen über Johannes XXIII., insbesondere über seine Briefe von 1958 bis 1963, und hat selbst eine große Zahl an Broschüren sowie Artikel in Zeitungen, Wochenblättern und Zeitschriften veröffentlicht.

## Auszeichnungen
- 1960: Großes Bundesverdienstkreuz
- 1960: Verdienstorden der Italienischen Republik
- 1965: Großes Goldenes Ehrenzeichen für Verdienste um die Republik Österreich[5]
- 1967: Großoffizier des Ordens des Infanten Dom Henrique
- 2011: Ehrendoktorwürde der Historischen Wissenschaften der Russischen Akademie der Wissenschaften[6]
- 2013: Spezialmedaille der La Fondazione Internazionale Raoul Wallenberg
- Großoffizier des Ritterordens vom Heiligen Grab zu Jerusalem
- Aufnahme in die Internationale Marianische Päpstliche Akademie
- Ehrenbürger mehrerer italienischer Städte, darunter Chieti

## Schriften (Auswahl)
- Johannes XXIII. Papst des Konzils, der Einheit und des Friedens. Johann Michael Sailer 1963 (deutsch)
- Papst Johannes, ein Zeichen der Zeit. Herder 1969 (deutsch)
- Johannes XXIII.: Briefe an die Familie. 1901–1944. Herder 1969 (deutsch)
- Johannes XXIII.: Briefe an die Familie. Band 2. 1945–1962. Herder 1970 (deutsch)
- Johannes XXIII.: Briefe an die Familie. 1901–1962. Herder 1970 (deutsch)
- Giovanni XXIII papa di transizione, Rom 1979 (italienisch)
- Giovanni e Paolo due papi. Saggio di corrispondenza (1925–1962). 1982, ISBN 88-382-3475-2 (italienisch)
- Zwanzig Jahre Enzyklika Pacem in Terris, Berliner Konferenz Europäischer Katholiken 1983 (deutsch)
- John XXIII: Witness to the Tenderness of God, Médiaspaul 2001, ISBN 2-89420-465-5 (englisch)
- zusammen mit José Luis González-Balado: Juan XXIII: Anécdotas de una vida. PPC Editorial 2005, ISBN 84-288-1632-8 (spanisch)
- Ricordi dal Concilio. Siamo solo all’aurora. La Scuola 2011, ISBN 88-350-2437-4 (italienisch)
- zusammen mit Vincenzo Pizzaleo (Hrsg.), Francesco Beschi (Autor): Giovanni XXIII e il Concilio Vaticano II. Marcianum Press 2012, ISBN 88-6512-134-3 (italienisch)
- Ezio Bolis (Hrsg.): Giovanni XXIII: il congedo : lettere a Loris Francesco Capovilla. 2013, ISBN 88-382-4224-0 (italienisch)
- Mes années avec le pape Jean XXIII: Conversations avec Ezio Bolis. Editions des Béatitudes 2014 (Kindle Edition; französisch)